# Picatinny Arsenal
O Picatinny Arsenal é uma base de pesquisa militar americana e instalação de manufatura localizada em 6.400 acres (26 km2) de terra nas cidades de Jefferson e Rockaway em Morris County, Nova Jersey, EUA, abrangendo o Lago Picatinny e o Lago Dinamarca. 
O Picatinny Arsenal é o quartel-general do US Army Combat Capabilities Development Command Armaments Center. É conhecido por ter desenvolvido o onipresente "trilho Picatinny", além de ser o centro de especialização do exército para munições de cartuchos de armas curtas.

## Histórico
O Picatinny Arsenal foi fundado em 1880 como Picatinny Powder Depot. Logo depois, a marinha adquiriu uma parte do arsenal para estabelecer o Lake Denmark Powder Depot, mais tarde conhecido como Lake Denmark Naval Ammunition Depot. Ela fabricou pólvora até depois da Primeira Guerra Mundial, quando a instalação também começou a produzir munições pesadas e se envolveu mais em atividades de pesquisa e desenvolvimento. 
Durante a Segunda Guerra Mundial, o Picatinny Arsenal foi uma importante planta de carregamento de cartuchos de grande calibre, com 18.000 funcionários. Hoje, a instalação desenvolve novas tecnologias para as Forças Armadas dos EUA e constrói vários sistemas de munições, armas e blindagem.
O Picatinny Arsenal também abriga o US Army Explosive Ordnance Disposal Technology Directorate. Este grupo é responsável pela criação de ferramentas, equipamentos e procedimentos para o pessoal de Explosive Ordnance Disposal (EOD) do Exército dos EUA. Algumas de suas invenções mais recentes foram o uso de armas em uma plataforma robótica e o robô SWORDS. Essas instalações foram renomeadas recentemente em homenagem a um de seus soldados falecidos, SFC Scott "Smitty" Smith, que foi morto no Iraque em julho de 2006.